# Tritonoturris capensis
Tritonoturris capensis é uma espécie de gastrópode do gênero Tritonoturris, pertencente a família Raphitomidae.